# Janova Lehota
Janova Lehota é um município da Eslováquia localizado no distrito de Žiar nad Hronom, região de Banská Bystrica.

## Demografia
| Ano:        | 1994 | 2004   | 2014   | 2024   |
| ----------- | ---- | ------ | ------ | ------ |
| Broj ljudi: | 826  | 863    | 927    | 917    |
| Razlika:    |      | +4,47% | +7,41% | -1,07% |

| Ano:               | 2023 | 2024   |
| ------------------ | ---- | ------ |
| Número de pessoas: | 905  | 917    |
| Diferença:         |      | +1,32% |